# Тигон
Тигон је мешанац тигра и лавице. Може да буде тежак више од 150 kg и сличнији је тигру. Парење две врсте дешава се само у зоолошким вртовима, јер тигрови и лавови насељавају различите континенте. Тигон се од лигара разликује по томе што је лигер мешанац лава и тигрице.